# 飯詰駅
飯詰駅（いいづめえき）は、秋田県仙北郡美郷町上深井字谷地中（やちなか）にある、東日本旅客鉄道（JR東日本）奥羽本線の駅である。
横手盆地のほぼ中央に所在し、羽州街道の重要な宿駅であった仙北郡六郷町と雄物川・横手川舟運で栄えた角間川町のほぼ中間に位置する。

## 歴史
- 1905年（明治38年）6月15日：官設鉄道（国鉄）の駅として仙北郡飯詰村上深井に開業[3][注 1]。
- 1983年（昭和58年）2月10日：荷物扱いを廃止[4]。駅員無配置駅となり[5]、簡易委託化。
- 1987年（昭和62年）4月1日：国鉄分割民営化により、東日本旅客鉄道の駅となる[2]。
- 2016年（平成28年）3月26日：快速列車の停車駅となる[6]。
- 2024年（令和6年）10月1日：えきねっとQチケのサービスを開始[1][7]。

## 駅構造
島式ホーム1面2線を持つ地上駅である。駅舎とホームの間は跨線橋で連絡しており、木造駅舎を有する。以前は貨物の取り扱いもしていたため、駅舎とは反対側（田んぼ側）にも2本の側線が敷かれていたが、貨物の取り扱い終了に伴い撤去されている。現在も旧貨物ホームと側線1本が残されており、まれに保線車などが停まっている。
横手駅管理の簡易委託駅（改札業務実施）で、駅舎には出札窓口が設置されている。

### のりば
| 番線 | 路線      | 方向 | 行先           |
| ---- | --------- | ---- | -------------- |
| 1    | ■奥羽本線 | 上り | 横手・新庄方面 |
| 2    | ■奥羽本線 | 下り | 大曲・秋田方面 |

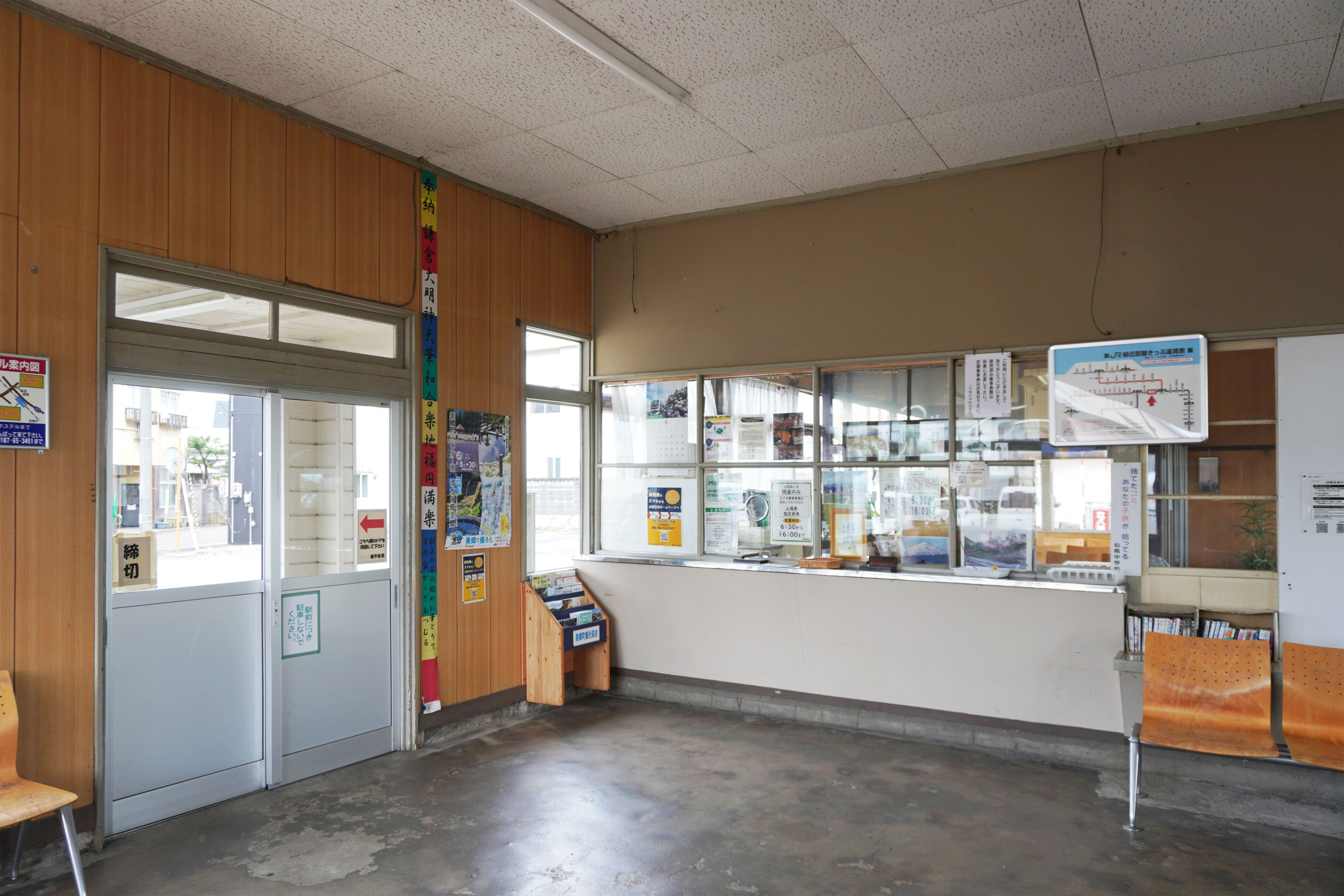
出札窓口（2024年6月）
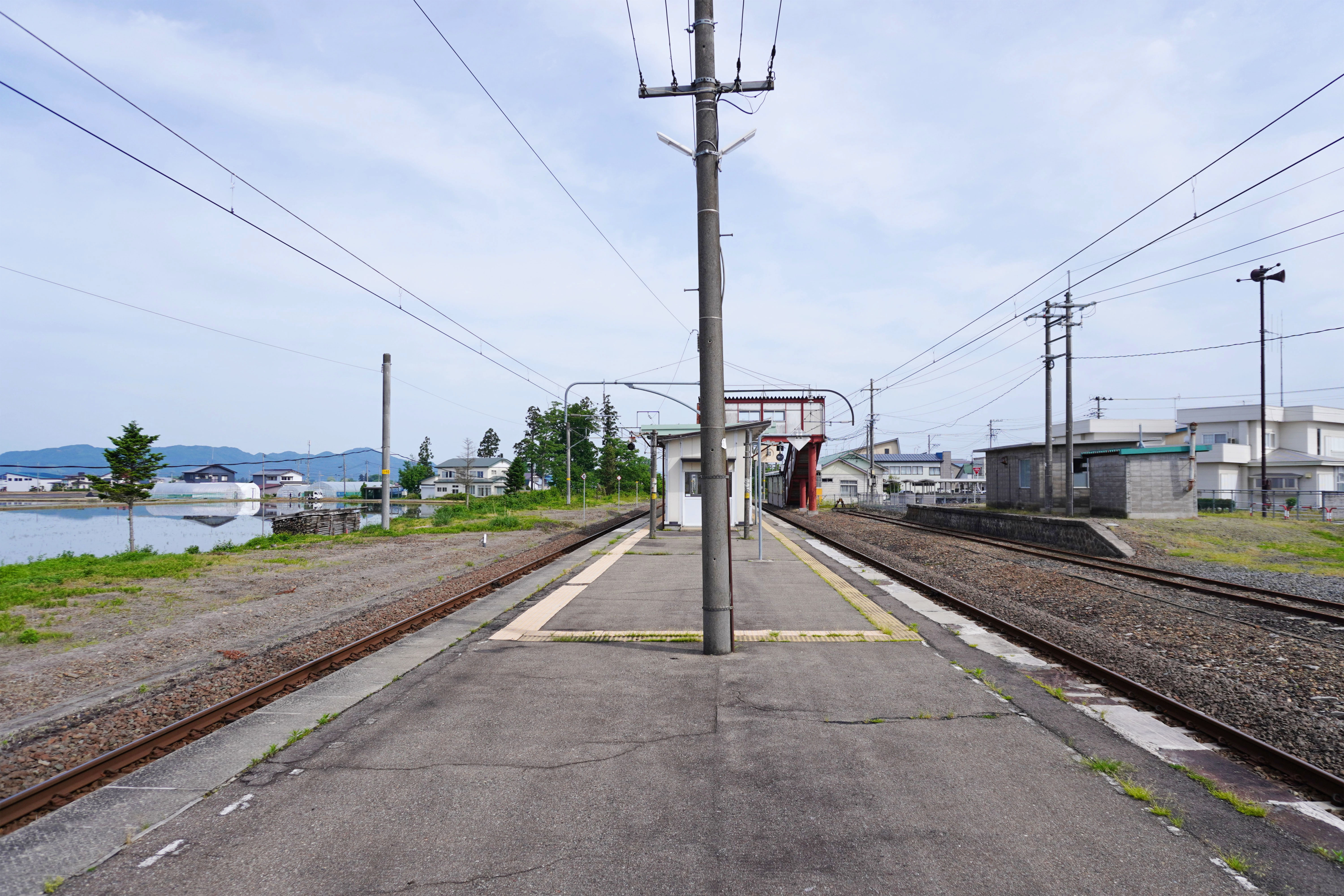
ホーム（2024年5月）

## 利用状況
JR東日本によると、2023年度（令和5年度）の1日平均乗車人員は142人である。
2000年度（平成12年度）以降の推移は以下のとおりである。
| 1日平均乗車人員推移 | 1日平均乗車人員推移 | 1日平均乗車人員推移 | 1日平均乗車人員推移 | 1日平均乗車人員推移 |
| 年度                | 定期外              | 定期                | 合計                | 出典                |
| ------------------- | ------------------- | ------------------- | ------------------- | ------------------- |
| 2000年（平成12年）  |                     |                     | 213                 | [ 利用客数 2 ]      |
| 2001年（平成13年）  |                     |                     | 209                 | [ 利用客数 3 ]      |
| 2002年（平成14年）  |                     |                     | 223                 | [ 利用客数 4 ]      |
| 2003年（平成15年）  |                     |                     | 233                 | [ 利用客数 5 ]      |
| 2004年（平成16年）  |                     |                     | 239                 | [ 利用客数 6 ]      |
| 2005年（平成17年）  |                     |                     | 235                 | [ 利用客数 7 ]      |
| 2006年（平成18年）  |                     |                     | 218                 | [ 利用客数 8 ]      |
| 2007年（平成19年）  |                     |                     | 204                 | [ 利用客数 9 ]      |
| 2008年（平成20年）  |                     |                     | 197                 | [ 利用客数 10 ]     |
| 2009年（平成21年）  |                     |                     | 181                 | [ 利用客数 11 ]     |
| 2010年（平成22年）  |                     |                     | 179                 | [ 利用客数 12 ]     |
| 2011年（平成23年）  |                     |                     | 172                 | [ 利用客数 13 ]     |
| 2012年（平成24年）  | 28                  | 153                 | 181                 | [ 利用客数 14 ]     |
| 2013年（平成25年）  | 28                  | 160                 | 188                 | [ 利用客数 15 ]     |
| 2014年（平成26年）  | 26                  | 157                 | 183                 | [ 利用客数 16 ]     |
| 2015年（平成27年）  | 28                  | 147                 | 175                 | [ 利用客数 17 ]     |
| 2016年（平成28年）  | 25                  | 136                 | 161                 | [ 利用客数 18 ]     |
| 2017年（平成29年）  | 24                  | 114                 | 138                 | [ 利用客数 19 ]     |
| 2018年（平成30年）  | 25                  | 107                 | 133                 | [ 利用客数 20 ]     |
| 2019年（令和元年）  | 23                  | 111                 | 134                 | [ 利用客数 21 ]     |
| 2020年（令和02年）  | 12                  | 100                 | 113                 | [ 利用客数 22 ]     |
| 2021年（令和03年）  | 12                  | 115                 | 128                 | [ 利用客数 23 ]     |
| 2022年（令和04年）  | 15                  | 126                 | 142                 | [ 利用客数 24 ]     |
| 2023年（令和05年）  | 17                  | 125                 | 142                 | [ 利用客数 1 ]      |

## 駅周辺
湿地帯の中に開設したことで、駅舎造成のため盛土したといわれる。また、駅周辺は1・2軒しか家のない寒村であった。しかし、開業後は商家、住宅、旅館、各種事業所などが立ち並び、街村を形成した。県南部有数の穀倉地帯を後背地としており、米穀倉庫が立ち並び、鉄道貨車に米穀・貨物の積下ろしなどを行う運送業が盛んとなった。荷馬車やトラックも使用され、物資集散地として栄えた。旅客輸送の面では、急行列車が停車し、戦後しばらくの間は仙北郡内で大曲駅に次ぐ乗降客数で賑わい、一時期は六郷行きや角間川行きの乗合バスも定期運行されていた。しかし、モータリゼーションの進行に伴い、鉄道駅の地域における重要性は急速に低下した。
- 飯詰駅前郵便局
- 秋田県道263号熊堂六郷線

## 隣の駅
東日本旅客鉄道（JR東日本）
■奥羽本線
□快速（朝の下り1本のみ）
横手駅 → 飯詰駅 → 大曲駅
■普通
後三年駅 - 飯詰駅 - 大曲駅

### 記事本文